# اچ‌ام‌اس بردا (۱۶۵۴)
اچ‌ام‌اس بردا (۱۶۵۴) (به انگلیسی: HMS Breda (1654)) یک کشتی بود که طول آن ۱۰۰ فوت (۳۰٫۵ متر) بود.